# Atherigona bifurcata
Atherigona bifurcata är en tvåvingeart som beskrevs av Deeming 1987. Atherigona bifurcata ingår i släktet Atherigona och familjen husflugor.
Artens utbredningsområde är Madagaskar. Inga underarter finns listade i Catalogue of Life.